# Turn It Up (album Pixie Lott)
Turn It Up è l'album di debutto della cantante britannica Pixie Lott. L'album è stato pubblicato il 14 settembre 2009 in Regno Unito e il 18 settembre in Italia.
L'album include i cinque singoli Mama Do (Uh Oh, Uh Oh), Boys and Girls, Cry Me Out, Gravity e Turn It Up. Il 22 dicembre 2009 è stata pubblicata anche un'edizione deluxe solo in formato digitale con altri sei brani. Ad ottobre 2010 l'album è stato ripubblicato col titolo di Turn It Up Louder con l'aggiunta di dieci tracce, tra i quali il singolo Broken Arrow.

## Tracce
1. Mama Do (Uh Oh, Uh Oh) (Mads Hauge, Phil Thornalley) - 3:16
2. Cry Me Out (Pixie Lott, Mads Hauge, Phil Thornalley, Colin Campsie) - 4:04
3. Band Aid (Toby Gad, Pixie Lott) - 3:30
4. Turn It Up (Pixie Lott, Ruth-Anne Cunningham, Jonas Jeberg, Mich Hansen) - 3:19
5. Boys and Girls (Mads Hauge, Phil Thornalley, Pixie Lott) - 3:04
6. Gravity (Ina Wroldsen, Jonas Jeberg, Mich Hansen, Lucas Secon) - 3:35
7. My Love (Pixie Lott, Ruth-Anne Cunnigham, Jonas Jeberg, Mich Hansen) - 3:19
8. Jack (Peter Zizzo, Pixie Lott, Marion Raven) - 3:12
9. Nothing Compares (Toby Gad, Kaci Brown, Pixie Lott) - 3:34
10. Here We Go Again (Pixie Lott, RedOne, Steve Kipner, Andrew Frampton) - 3:06
11. The Way the World Works (Peter Zizzo, Pixie Lott) - 3:11
12. Hold Me in Your Arms (Pixie Lott, Ryan Laubscher) - 3:30

Traccia bonus (iTunes)
1. Use Somebody (Caleb Followill, Nathan Followill, Jared Followill, Matthew Followill) - 3:06

Traccia bonus (Spagna)
1. Hurt (Sufrirás) (Dimitri Stassos, Måns Zelmerlöw, Linda Sundblad, Christian Zalles) - 3:30

Tracce bonus (Edizione speciale)
1. Use Somebody (Caleb Followill, Nathan Followill, Jared Followill, Matthew Followill) - 3:08
2. When Love Takes Over (Miriam Nervo, Olivia Nervo, Kelly Rowland, David Guetta, Fred Rister) - 3:20
3. Without You (Pixie Lott, Harvey Mason, Jr., Kara DioGuardi, Andrew Hey, Steve Russell) - 3:50
4. Rolling Stone (Pixie Lott, RedOne) - 3:40
5. Want You (Pixie Lott, Johannes Joergensen, Dicky Klein, Tim McEwan) - 3:58
6. Silent Night - 3:11

Tracce bonus (Turn It Up Louder)
1. Use Somebody (Caleb Followill, Nathan Followill, Jared Followill, Matthew Followill) - 3:08
2. When Love Takes Over (Miriam Nervo, Olivia Nervo, Kelly Rowland, David Guetta, Fred Rister) - 3:20
3. Without You (Pixie Lott, Harvey Mason, Jr., Kara DioGuardi, Andrew Hey, Steve Russell) - 3:50
4. Rolling Stone (Pixie Lott, RedOne) - 3:40
5. Want You (Pixie Lott, Johannes Joergensen, Dicky Klein, Tim McEwan) - 3:58
6. Broken Arrow (Pixie Lott, Toby Gad, Ruth-Anne Cunningham) - 3:46
7. Coming Home (Pixie Lott, Jason Derulo) - 3:36
8. Doing Fine (Without You) - 3:47
9. Can't Make This Over (Eve Nelson, Daniel Bedingfield) - 3:33
10. Catching Snowflakes - 3:50